# Ernesto Volkening
Ernesto Volkening, (1908-1983), ensayista, crítico de cine colombiano nacido en Amberes.

## Biografía
Ensayista alemán, nació en Amberes en 1908 y se estableció en Bogotá desde 1934 hasta su muerte en 1983. Pionero de la crítica de cine y del psicoanálisis en Colombia, y después de Téllez y de Vargas Osorio el tercero de los escritores colombianos dedicados al género ensayístico con una vocación claramente estética.
Hace publicaciones periódicas en revistas como Vida, Críticas, Testimonios y, sobre todo, en Eco, en la que publica ensayos de mayor cuerpo, con apuntes hacia una interpretación de la historia tanto europea como americana.
Su primera publicación fue el artículo Retrato de Herman Hesse, aparecido con ayuda de Álvaro Mutis en la revista ''Vida''. Algunas de sus obras son:
- Los paseos de Ludovico (1974), ensayos.
- Destellos criollos (1975), ensayos.
- Atardecer europeo (1976).

Además, desde 1980 comenzó a publicar en Eco su Diario. Volkening dio a conocer en Colombia por medio de sus traducciones a escritores como Canetti (premio Nobel de literatura en 1981, nacido en Bulgaria pero que escribía en alemán), Walter Benjamin, Georg Büchner, Hoelderlin, Ernst Jünger o Herman Hesse, entre otros. En 1982 la editorial Temis publicó su tesis de grado sobre el Asilo diplomático, como homenaje a este importante escritor.
- Datos: Q5837049